# Julie C. Fortier
Pour les articles homonymes, voir Fortier.
Julie C. Fortier  née à Sherbrooke en 1973 est une artiste contemporaine. Elle vit et travaille à Rennes. Ses thèmes de recherche sont la disparition, l'effacement dans le paysage et le temps. Depuis 2012, elle ajoute dans sa pratiques des expériences olfactives.

## Biographie
En 2000, elle est diplômée de l'École des arts visuels et médiatiques de l'Université du Québec à Montréal. En 2015, elle est diplômée  de l'école de parfumerie Le Cinquième Sens à Paris. 
En 2008, elle enseigne à l'École supérieure des Beaux-arts d'Angers. Depuis 2019, elle est chargée de l'enseignement vidéo et création du laboratoire de recherche ART & Ol-faction, École européenne supérieure d'art de Bretagne, site de Rennes.
Julie C. Fortier se consacre à la vidéo et la performance. Son thème est le processus d’effacement dans le paysage et dans le temps. Elle réalise des vidéos en plan fixe pour enregistrer les processus de disparition et d’effacement des paysages et des espaces naturels du Canada. Dans Vanishing Point de 2004, Julie C. Fortier creuse un trou afin de disparaître du paysage. Dans Sunset de 2009, la maison glisse lentement et sort du cadre de l'image.
Depuis 2012, elle s'intéresse aux qualités mnésiques et affectives des odeurs et les arômes. En 2014, elle propose La chasse. Il s'agit d'un tableau abstrait composé de quatre-vingts touches à parfums. À hauteur de visage, le tableau diffuse trois odeurs qui peuvent être liées à la chasse : herbe fraîchement coupée, pelage chaud d'un animal, odeur du sang.

## Expositions
- Julie in the Box, Frankston Art Center, Frankston, Australie,  2004[2]
- There's No Place Like Home, Galerie La Box, Bourges, 2004
- Go West Young Man !, Centre d'art contemporain Clark, Montréal, 2008

- Last Exit To The End, Galerie Duplex, Toulouse, 2008

- Cinéma-Maison, La Criée centre d'art contemporain, Rennes 2010[3]
- La revanche des oiseaux,  Les inédits #9, La Maison Rouge, Paris, 2016

- C'était un rêve qui n'était pas un rêve, Musée des Beaux-Arts de Rennes, 2017

- Herbographie, Festival des fabriques, Parc Jean-Jacques Rousseau, Ermenonville, 2017

- Orée du jour, Projet Grand Est, 49 Nord 6 Est FRAC Lorraine, Frac Alsace, Frac Champagne-Ardennes, 2017[4]

- Tes mains dans mes chaussures, La Galerie, Centre d'art contemporain de Noisy-le-Sec, 2017
- C’était un rêve qui n’était pas un rêve,  Musée des Beaux-Arts de Rennes, 2018[5]
- Le temps pour horizon, Château d'Oiron, Oiron, 2020[6]

## Prix et distinctions
- Prix Diffusion TV pour Mechanical Rodeo, Festival d'Estavar-Llivia, France/Espagne, 2001

- 3e prix pour Mechanical Rodeo, MediaArtLab, Moscou, 2001

- Mention pour Julie in the Box dans le volet cinéma / court métrage, La Triennale de la relève québécoise en art, Montréal, 2003